# Grafický kabinet Drážďany

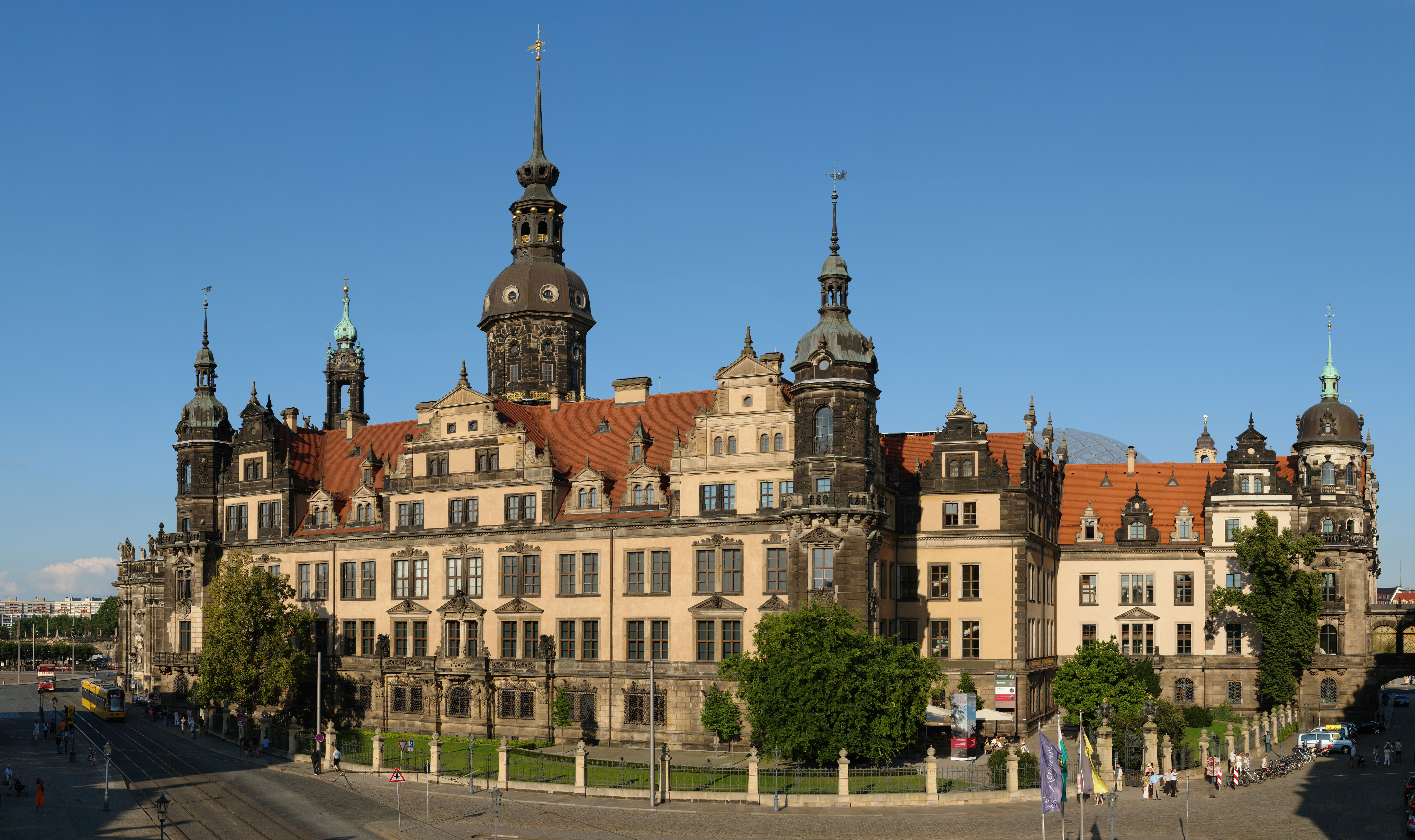
Grafický kabinet Drážďany se nachází ve 2. podlaží královského paláce (Residenzschloss Dresden)

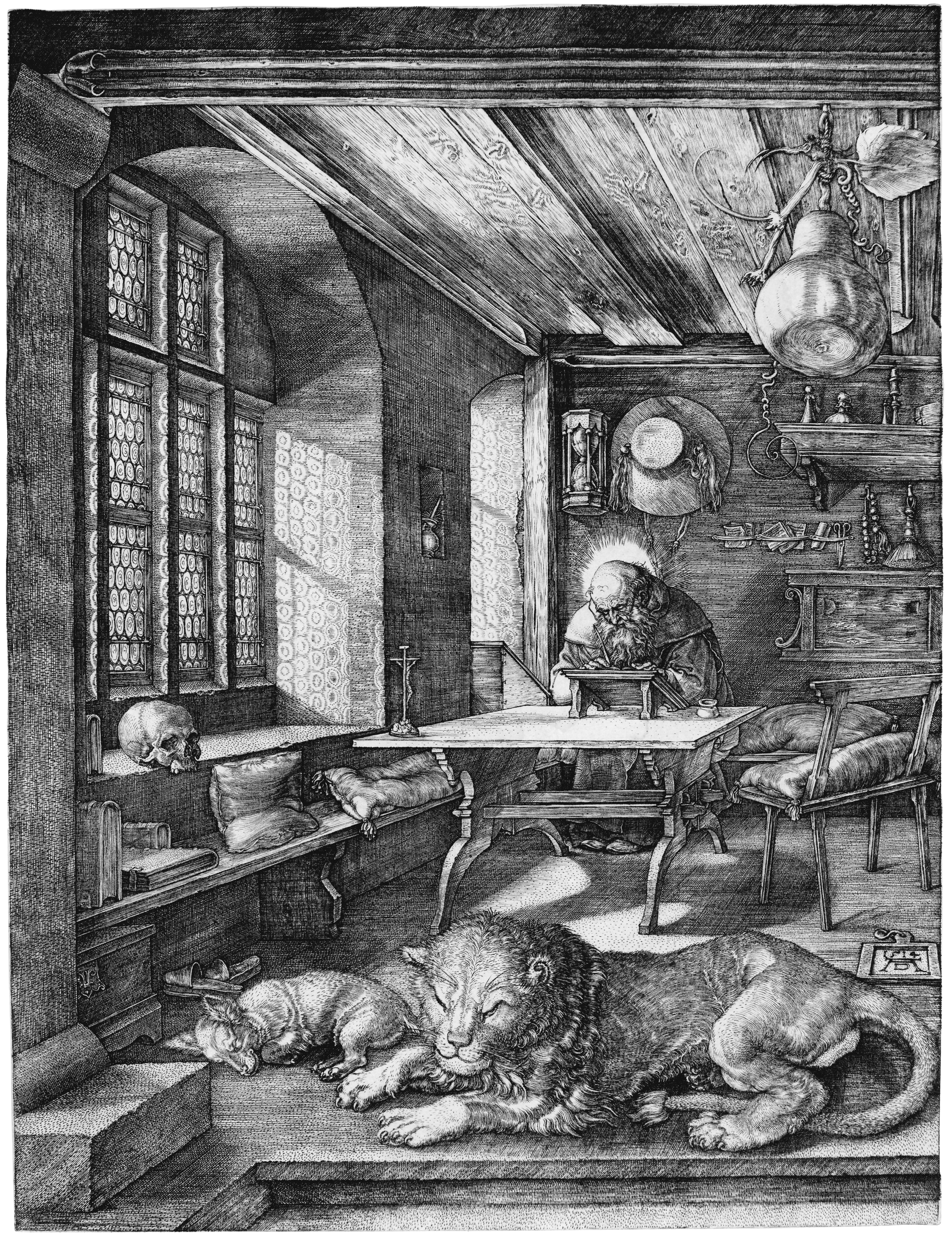
Albrecht Dürer: Svatý Jeroným v pracovně, 1514

Grafický kabinet Drážďany (Kupferstichkabinett Dresden) je umělecké muzeum malířství, grafiky a fotografie. Je součástí Státních uměleckých sbírek Drážďany (Staatliche Kunstsammlungen Dresden).

## Historie
Grafický kabinet pochází, stejně jako většina drážďanských sbírek, ze sbírek saských kurfiřtů. Podle některých zdrojů se jedná o nejstarší uměleckou sbírku grafiky ve všech německy mluvících zemích.
Také pro tuto sbírku bylo zničení Drážďan v únoru 1945 těžkým zásahem a došlo zde k velkým ztrátám. Po válce byly nejznámější části sbírky přemístěny do SSSR. Teprve na konci roku 1950 se sbírka vrátila do Drážďan a byla opět umístěna do Albertina.
Od roku 1988 k této sbírce patří také archiv malíře a grafika Josefa Hegenbartha.

## Sbírka
Tato velmi rozsáhlá sbírka obsahuje kolem 500 000 exponátů, z nichž může být vystaven jen zlomek. Ve sbírce se nacházejí díla slavných umělců, jako byli například Albrecht Dürer, Lucas Cranach starší, Hans Holbein mladší, Jan van Eyck, Peter Paul Rubens, Rembrandt, Francisco Goya nebo Michelangelo Buonarroti. Kromě toho kabinet obsahuje díla umělců, kteří měli vliv na Drážďany. Mezi ně patří Caspar David Friedrich, Ludwig Richter či Georg Baselitz. V roce 1898 Max Lehrs, tehdejší ředitel kabinetu grafiky, položil získáním prvních děl od Käthe Kollowitz základní kámen obsáhlé sbírky jejích maleb a grafik. Sbírka obsahuje v současné době kolem 200 jejích prací.
Vedle stálé expozice pořádá kabinet grafiky v Drážďanech pravidelně jiné výstavy, kde se kromě vlastních exponátů muzea vystavují také vypůjčená díla ze slavných muzeí.
Od roku 2004 je kabinet grafiky umístěn ve 2. podlaží královského paláce (Residenzschloss).

## Ze sbírek muzea

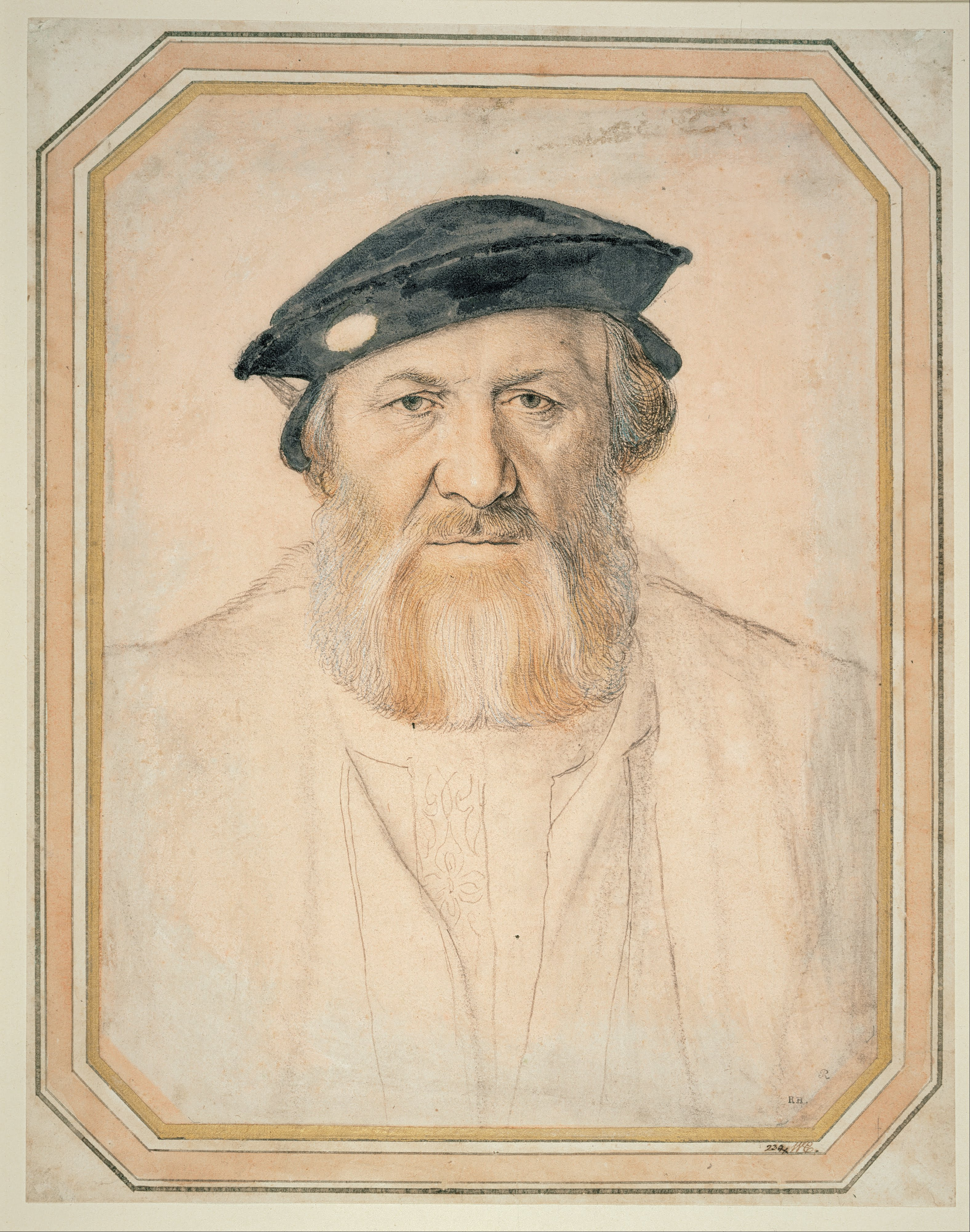
Hans Holbein mladší, Charles de Solier (1535)
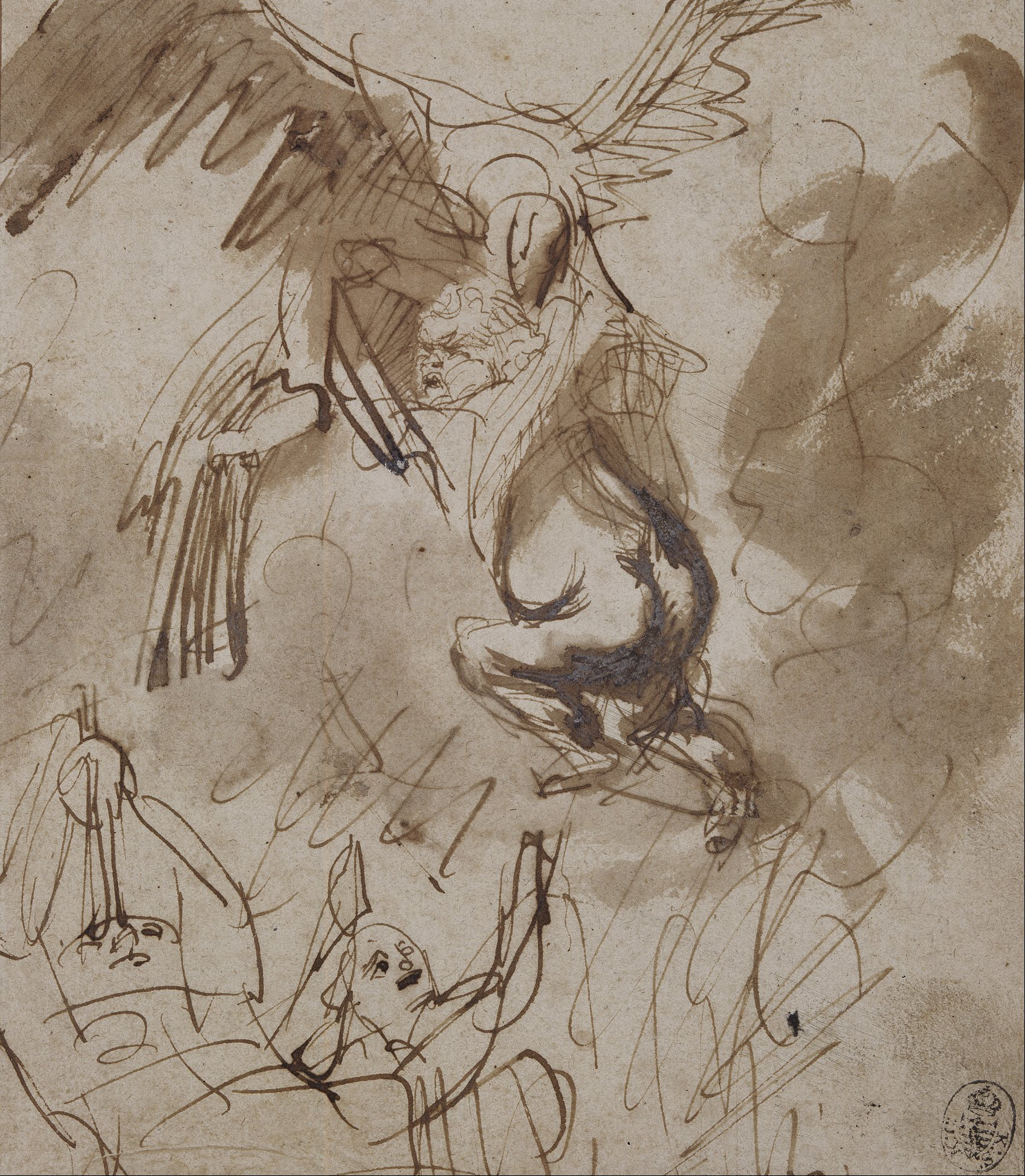
Rembrandt, Únos Ganymeda (1635)
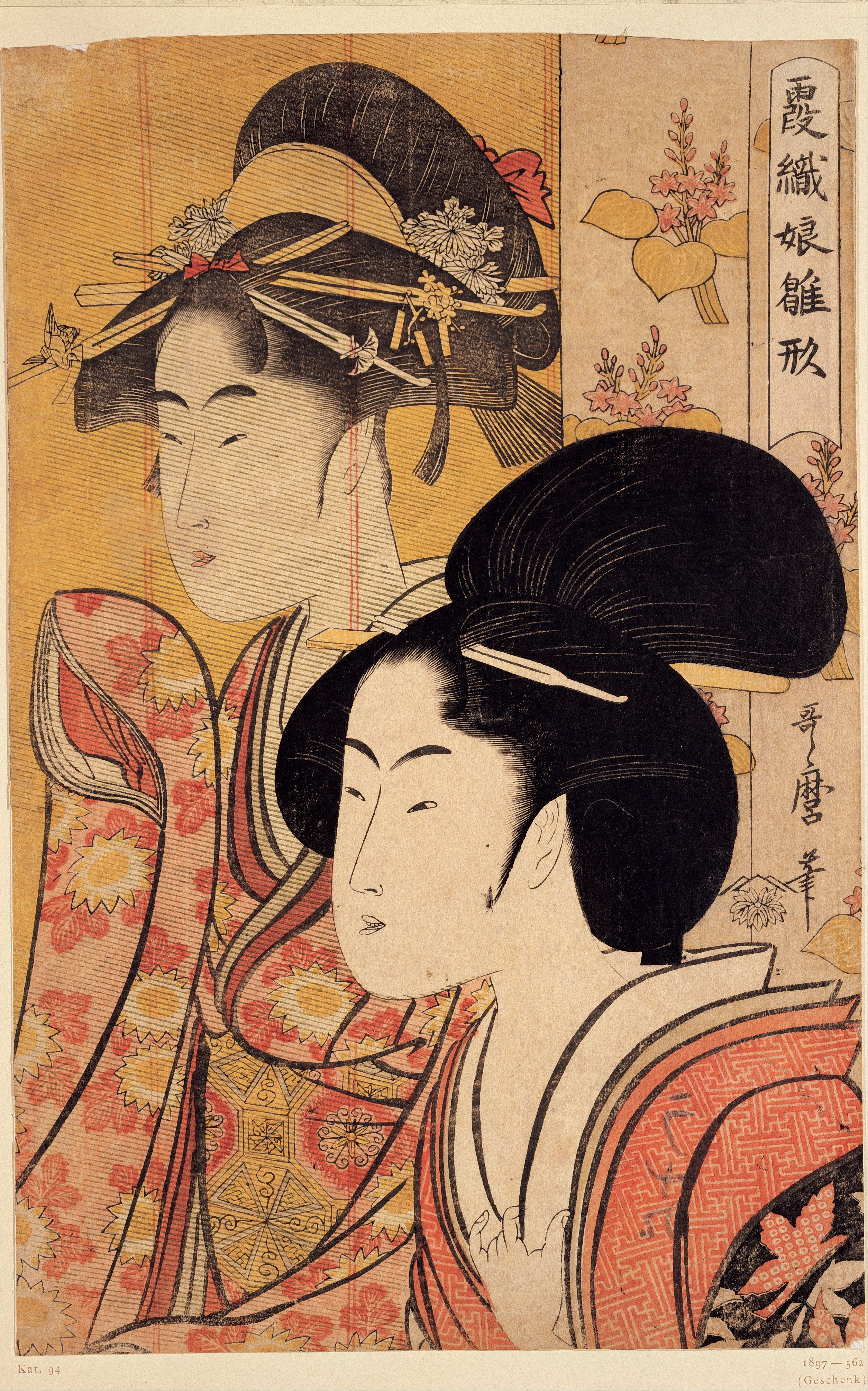
Kitagawa Utamaro, Dvě krásky s bambusem (kolem 1795)
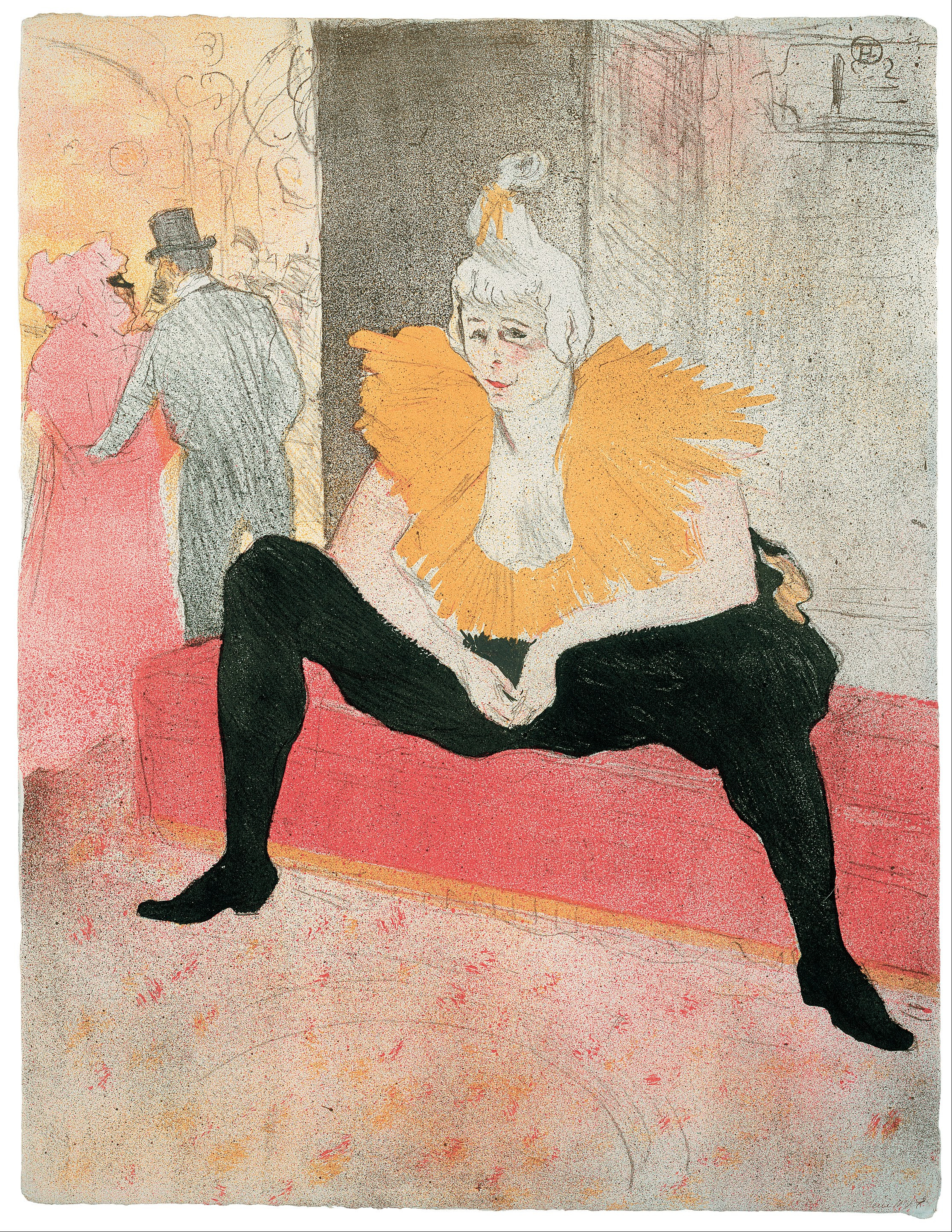
Henri de Toulouse-Lautrec, Sedící cirkusačka (1896)